# 格魯什季奇

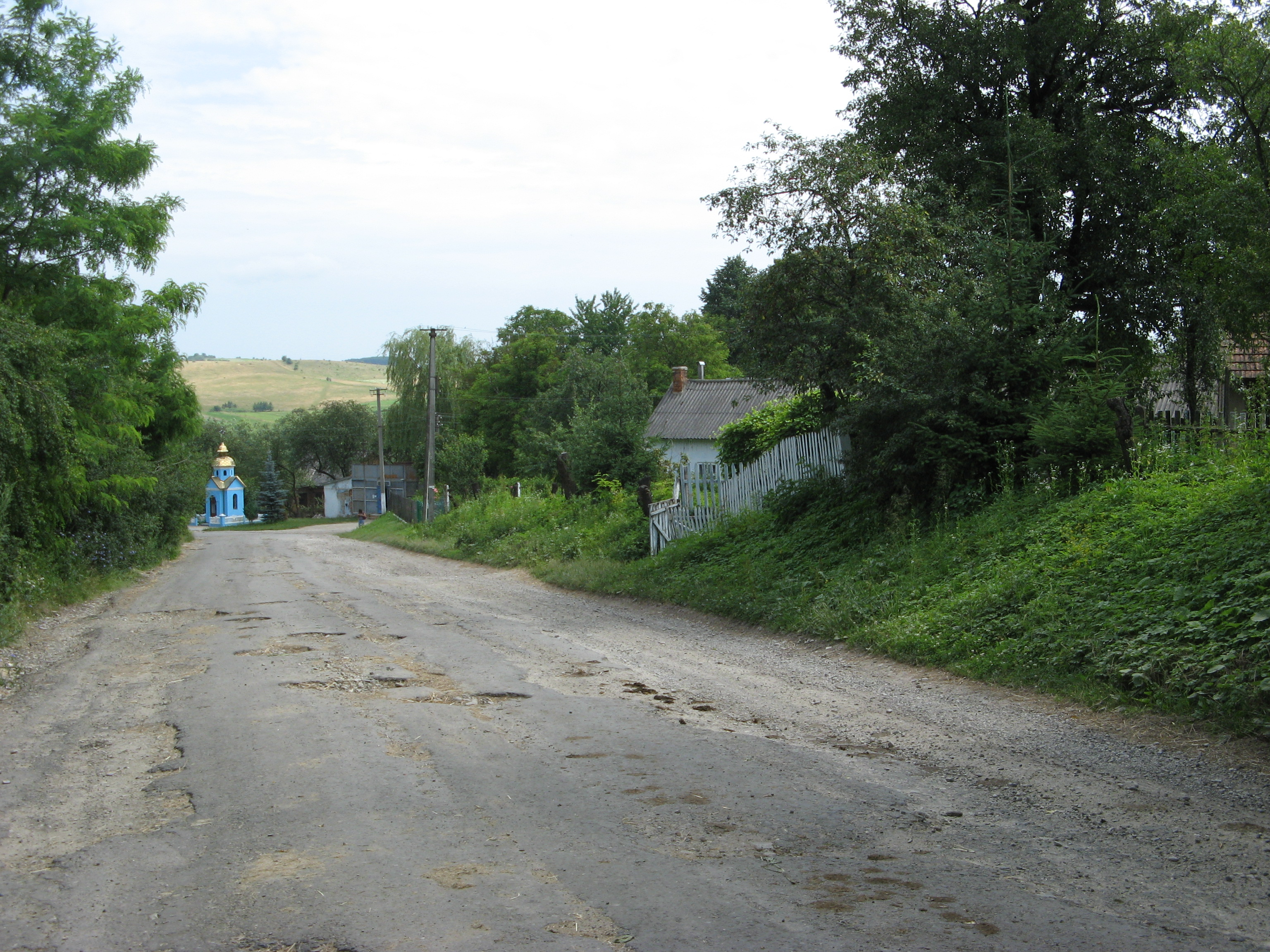

格魯什季奇（烏克蘭語：Грушатичі），是烏克蘭西部的村莊，隸屬利維夫州的桑比爾區。該村處於奇日卡河畔，始建於1361年，面積1.3平方公里，海拔高度242米，2022年人口400。
49°38′16″N 22°54′12″E / 49.63778°N 22.90333°E